# Прусакова, Лана Алексеевна
Ла́на Алексе́евна Прусако́ва (род. 10 июня 2000 или 10 мая 2000, Новочебоксарск, Чувашия) — российская фристайлистка, выступающая в дисциплинах «Слоуп-стайл» и «Биг-эйр»; серебряный призёр 2021 года в биг-эйре; чемпионка зимней Универсиады 2019 года; Мастер спорта России.
Победительница зимних юношеских Олимпийских игр 2016, призёр этапа Кубка Европы, двукратная чемпионка России, победительница общего зачета Кубка России.

## Биография
Родилась в Новочебоксарске, училась в СОШ № 5, затем в СДЮСШОР-2 по зимним видам спорта (Чувашия), тренировалась в Чебоксарском горнолыжном центре «Вертикаль». Первый тренер — Степан Васильевич Марквальд. Тренер — Никита Валерьевич Васильев.
С 2018 года — студентка Чувашского госуниверситета (направление подготовки «Журналистика»).
16 марта 2021 года стала серебряным призёром чемпионата мира в биг-эйре, уступив в борьбе за золотую медаль своей соотечественнице Анастасии Таталиной.

### Спортивные достижения

#### Чемпионаты мира
- Аспен 2021 — серебро (биг-эйр)

#### Зимние юношеские Олимпийские игры
- Лиллехаммер 2016 — золото (слоуп-стайл)

#### Кубок Европы
- Сильваплана 2016 — серебро (слоуп-стайл)
- Сильваплана 2016 — 5-е место (биг-эйр)

#### Russian Freestyle Games
- Солнечная долина, Миасс, 2015 — серебро (слоуп-стайл)
- Солнечная долина, Миасс, 2015 — 4-е место (хаф-пайп)
- Солнечная долина, Миасс, 2016 — золото (слоуп-стайл)
- Солнечная долина, Миасс, 2017 — золото (слоуп-стайл)

#### Чемпионат России
- Солнечная долина, Миасс, 2015 — золото (слоуп-стайл)
- Солнечная долина, Миасс, 2016 — золото (слоуп-стайл)
- Солнечная долина, Миасс, 2017 — золото (слоуп-стайл)
- Солнечная долина, Миасс, 2018 — золото (слоуп-стайл)

## Награды
- Медаль ордена «За заслуги перед Чувашской Республикой» (2019)[5].